# بول إدنجتون
بول إدنجتون (بالإنجليزية: Paul Eddington)‏ هو ممثل بريطاني، ولد في 18 يونيو 1927 بلندن في المملكة المتحدة، وتوفي بنفس المكان في 4 نوفمبر 1995.

## أعمال

### مسلسلات
- يس منستر

## وصلات خارجية
- بول إدنجتون على موقع IMDb (الإنجليزية)
- بول إدنجتون على موقع ألو سيني (الفرنسية)
- بول إدنجتون على موقع ميوزك برينز (الإنجليزية)
- بول إدنجتون على موقع أول موفي (الإنجليزية)
- بول إدنجتون على موقع قاعدة بيانات برودواي على الإنترنت (الإنجليزية)
- بول إدنجتون على موقع قاعدة بيانات الأفلام السويدية (السويدية)
- بول إدنجتون على موقع إن إن دي بي (الإنجليزية)
- بول إدنجتون على موقع ديسكوغز (الإنجليزية)
- بول إدنجتون على موقع قاعدة بيانات الفيلم (الإنجليزية)
- بول إدنجتون على موقع كينوبويسك (الروسية)